# Die Kampfnatur

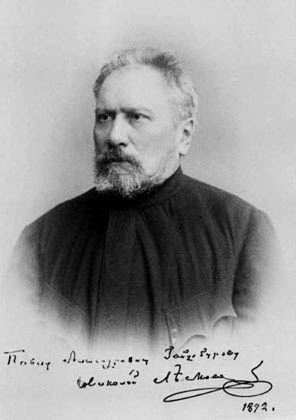
Nikolai Leskow im Jahr 1872

Die Kampfnatur, auch Die Kampfbereite (russisch Воительница, Woitelniza), ist eine Erzählung des russischen Schriftstellers Nikolai Leskow, die im April 1866 in den Sankt Petersburger Otetschestwennye Sapiski erschien.
In unregelmäßigen Abständen unterhält sich der Ich-Erzähler über mehr als fünf Jahre hinweg  mit  der Kampfnatur – einer Petersburger Kupplerin aus Mzensk.

## Domna
Die Kampfnatur ist die in jungen Jahren verwitwete Spitzenhändlerin Domna Platonowna. Der Ich-Erzähler lernt die geschäftige Frau in einem Petersburger Logis kennen. Weil beide Landsleute sind – sie stammen aus dem Gouvernement Orjol – geht ihnen bei den sporadischen Treffs in der russischen Newa-Metropole nie der Gesprächsstoff aus. Domna verkauft nicht nur Mzensker Spitzen an die Petersburger. Die umtriebige Gebrauchtwarenhändlerin unterbreitet auch Stellenangebote, empfiehlt bedarfsweise günstige Petersburger Geldverleiher und stellt Briefe an Adressen zu, die der Absender nicht gerne der Post übergibt. Domnas eigentliche Domäne aber ist die Heiratsvermittlung.
Der Abschluss solchen Überlebenskampfes: Gegen Ende ganz oben erwähnten Handlungszeitraumes hat der Erzähler in einem der Petersburger Typhuskrankenhäuser zu tun. Dort trifft er zufällig die Kampfnatur. Domna ist bei den Kranken als Aufseherin beschäftigt. Ihren Handel, die  unschicklichen – unten unter Lekanida erwähnten – Vermittlungen und sämtliche andere Nebenbeschäftigungen hat sie aufgegeben. Domna ist abgemagert und erscheint dem Erzähler ausgelaugt-kraftlos.
Wenige Wochen darauf wird der Erzähler zu Domna ins Krankenhaus gerufen. Er trifft sie völlig entmutigt an. Domna hat Walerjan Iwanow, einem 21-jährigen Verwandten aus der alten Heimat, in Petersburg eine Lehrstelle verschafft. Der Lehrling hat den Meister bestohlen und wird nun vermutlich nach Sibirien verbannt. Der Erzähler kann natürlich in dem Fall nicht helfen.
Domna stirbt – noch nicht 50-jährig – an schneller Auszehrung.

## Lekanida
Geplauder über Nebendinge stellt die Aufmerksamkeit des Lesers auf die Probe, doch in einer erzählerisch stringent ausgeformten Sequenz beschreibt der Autor Domna Platonowna in ihrer kämpferischsten Zeit als erfolgreiche Kupplerin.
Domna schätzt die adlige Lekanida Petrowna anfangs als dumm ein. Denn als ein Kaufmann von Domna ein Fräulein möchte, erweist sich Lekanida ärgerlicherweise weder als zahm noch als gefügig.
Die ehemals in der Ehe hochmütige Lekanida hatte sich von ihrem vermögenden Gatten getrennt. Nun hat er sie verstoßen und antwortet nicht, sobald sie Bettelbriefe schreibt. Verschuldet wird Lekanida schließlich aus ihrer Wohnung geworfen und muss froh sein, dass sie von Domna aufgelesen, beherbergt und beköstigt wird. Denn die Petersburger Wohltätigkeitsvereine hatten Lekanida die Tür gewiesen.
Als Lekanida zu einem reichen Griechen geschickt wird, stellt sie sich wieder dumm an und erhält lediglich zehn Rubel. Domna gibt Lekanida ein paar Ohrfeigen und nimmt ihr den Zimmerschlüssel weg. Der nächste Kunde, ein Herr General, erhält von Domna den Schlüssel und kann somit attackieren. Seitdem hantiert Lekanida mit Hundertrubelscheinen. Dankbarkeit gegenüber Domna zeigt die über Nacht wieder Wohlhabende nicht. Lekanida verlässt Domna; zieht in eine vornehme Petersburger Wohngegend um.

## Zitat
Die Zuhälterin Domna konstatiert: „Diese ganze Liebe – ist reiner Unsinn.“

## Rezeption
- 1959: Setschkareff nimmt den Text im Wesentlichen als großen Monolog Domna Platonownas und führt aus: „Leskow gelingt es, ein dummes Weib vor uns hinzustellen, das eine Fülle von unsympathischen Eigenschaften besitzt, aber in ihrer Dummheit ... sympathisch wirkt ...“.[5]
- 1967: Reißner beobachtet, die Petersburger Unmoral sei Domna so selbstverständlich geworden, dass sie sich nicht mehr davon zu distanzieren vermag.[6]
- 1988: Dieckmann schreibt, schließlich werde die Betrügerin Domna betrogen. Zwar predige Leskow keine Moral, doch er warne vor dem Sumpf Petersburg.[7]

### Deutschsprachige Ausgaben
- Die Kampfbereite. Eine Skizze. Aus dem Russischen übertragen von Karl Nötzel. S. 67–215 in: Nikolai Ljesskow: Die schöne Asa. Der stählerne Floh. Die Kampfbereite. Drei Erzählungen. 237 Seiten. Verlag Karl Alber, Freiburg 1949
- Die Kampfnatur. Deutsch von Günter Dalitz. S. 339–436 in Eberhard Reißner (Hrsg.): Nikolai Leskow: Gesammelte Werke in Einzelbänden. Liebe in Bastschuhen. Mit einer Nachbemerkung des Herausgebers. 747 Seiten. Rütten & Loening, Berlin 1967 (1. Aufl.)

Verwendete Ausgabe:
- Die Kampfnatur. Deutsch von Günter Dalitz. S. 348–443 in Eberhard Dieckmann (Hrsg.): Nikolai Leskow: Gesammelte Werke in Einzelbänden. Bd. 1: Die Lady Macbeth aus dem Landkreis Mzensk. Erzählungen. 632 Seiten. Rütten & Loening, Berlin 1988 (1. Aufl.), ISBN 3-352-00252-5

### Sekundärliteratur
- Vsevolod Setschkareff: N. S. Leskov. Sein Leben und sein Werk. 170 Seiten. Verlag Otto Harrassowitz, Wiesbaden 1959